# Lambrusco

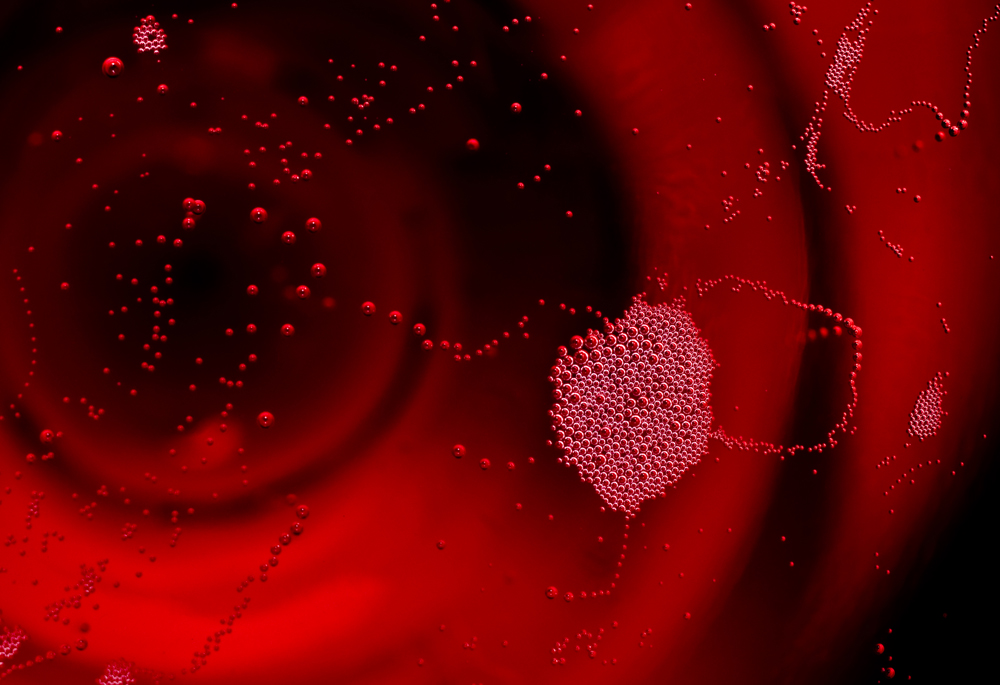
Le bollicine del Lambrusco

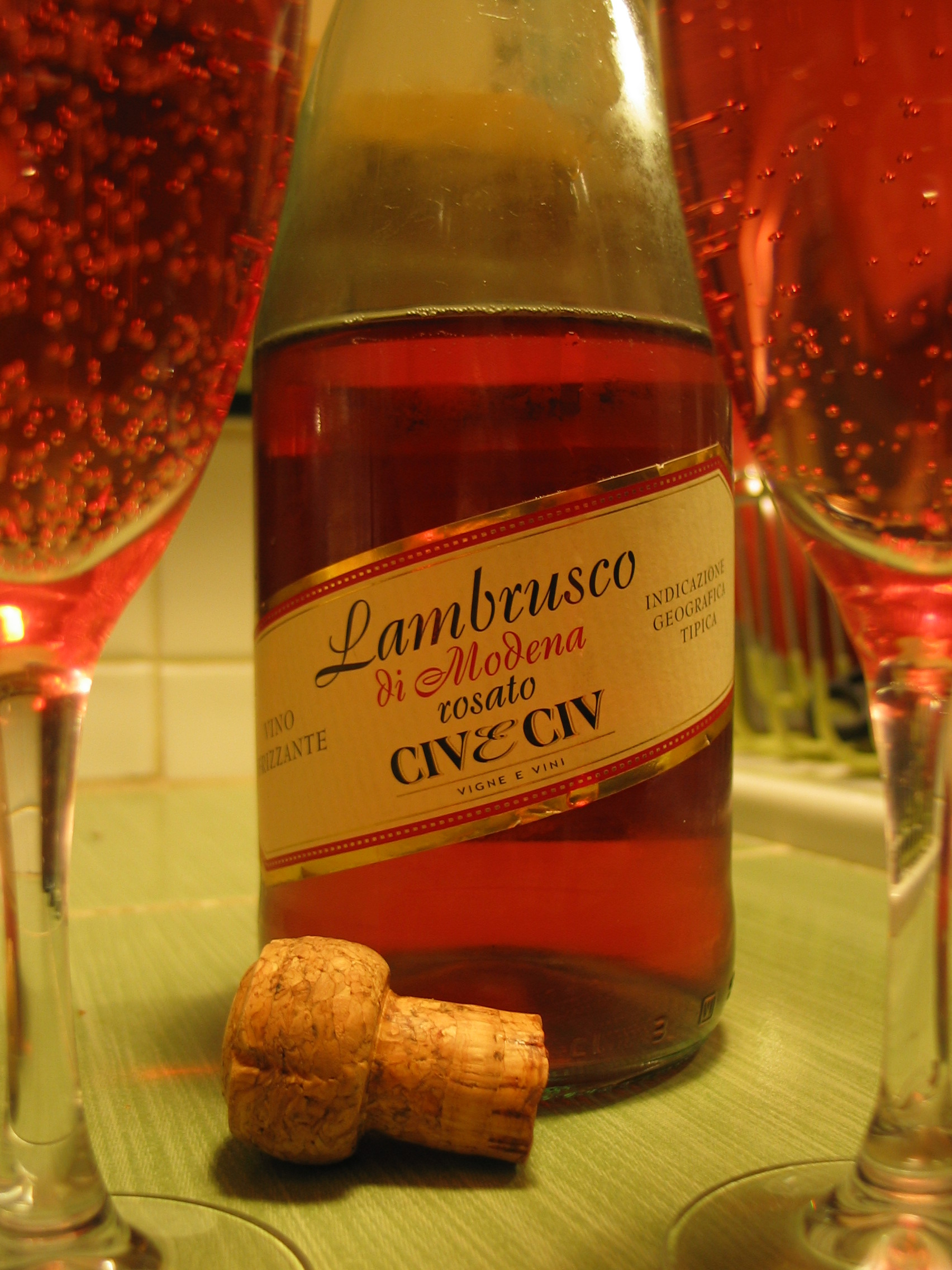

O Lambrusco é um tipo de vinho espumante doce produzido na região da Emilia Romagna, Itália.
Pode ser tinto, branco ou rosé.
Na província de Módena encontramos as variedades:
- Lambrusco di Sorbara - DOC (1970);[2]
- Lambrusco Grasparossa di Castelvetro;[3]
- Lambrusco Salamino di Santa Croce.[4]

É feito da uva tinta cultivada em toda a Itália, em especial na região da Emilia-Romana. Há mais de sessenta subvariedades conhecidas. Apesar de também produzir bons vinhos de denominação de origem, é mais conhecida no Brasil pelos vinhos frisantes, semi-doces e baixo teor alcoólico e que devem ser bebidos jovens.
Uma interessante curiosidade: o vinho Lambrusco era o favorito do tenor Luciano Pavarotti, nascido e criado na província de Módena. 